# Mézidon Vallée d'Auge
Mézidon Vallée d'Auge is een gemeente in het Franse departement Calvados in de regio Normandië en het arrondissement Caen. De gemeente telde 9.678 inwoners op 1 januari 2022.
Mézidon Vallée d'Auge is op 1 januari 2017 ontstaan door de fusie van de gemeenten Les Authieux-Papion, Coupesarte, Crèvecœur-en-Auge, Croissanville, Grandchamp-le-Château, Lécaude, Magny-la-Campagne, Magny-le-Freule, Le Mesnil-Mauger, Mézidon-Canon, Monteille, Percy-en-Auge, Saint-Julien-le-Faucon en Vieux-Fumé. De hoofdplaats van de gemeente is Mézidon-Canon.

## Geschiedenis
Mézidon was een baronie. In Mézidon werd rond 1055 een kerk gebouwd met de relieken van de heilige Barbara. In de 12e eeuw werd een priorij van reguliere kanunniken gesticht die onder bescherming stond van Richard Leeuwenhart. De priorij Sainte-Barbe werd een abdij die een grote regionale uitstraling had. De abdij had zwaar te lijden onder de godsdienstoorlogen en herstelde hiervan niet. Ze werd afgeschaft na de Franse Revolutie. De abdijkerk werd afgebroken. Enkel een slaapzaal en de tiendschuur bleven bewaard. In 1808 werd de kerk Notre-Dame ingehuldigd die de relieken van de heilige huisvest.
In de 19e eeuw kwam er textielnijverheid in Mézidon en in 1855 opende het spoorwegstation.

## Geografie
De oppervlakte van Mézidon Vallée d'Auge bedraagt 103,18 vierkante kilometer; Op 1 januari 2022 was de bevolkingsdichtheid 93,8 inwoners per km².
De onderstaande kaart toont de ligging van Mézidon Vallée d'Auge met de belangrijkste infrastructuur en aangrenzende gemeenten.

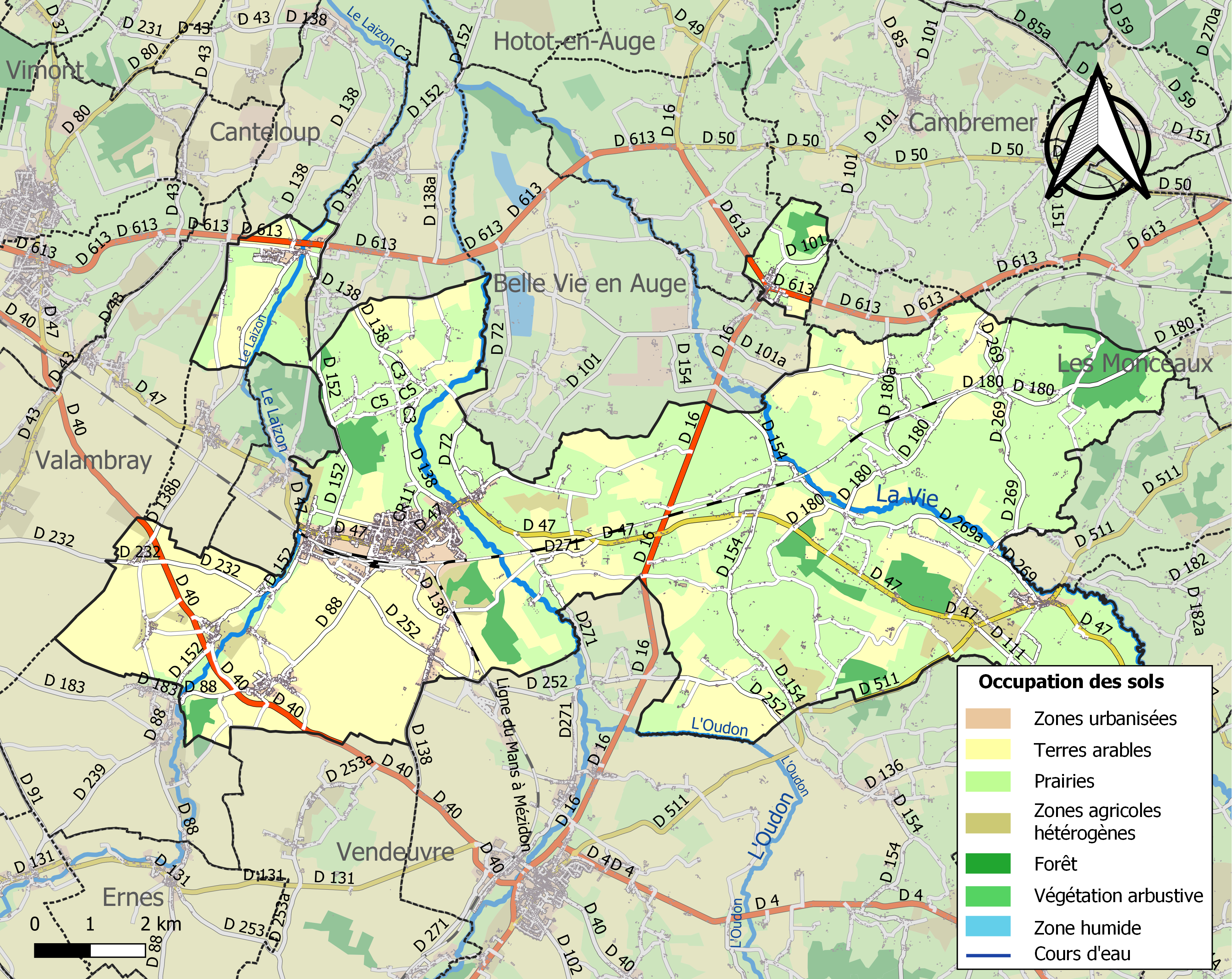

## Verkeer
In de gemeente ligt het spoorwegstation Mézidon.

## Bezienswaardigheden
- Kasteel van Canon (Château de Canon) in Mézidon-Canon. Het hedendaagse kasteel gaat terug op een middeleeuws kasteel. Het is een beschermd historisch monument sinds 1941. In juni 1944 deed het dienst als Duits militair hospitaal. De landschapstuin van 15 ha bevat 13 kleinere tuinen, ingesloten tussen muren.[3]
- Kasteel van Crèvecœur-en-Auge. Het mottekasteel heeft een muur uit de 12e eeuw. De voorburcht bevat een kapel uit de 12e eeuw en gebouwen van een landbouwonderneming uit de 15e eeuw. Het geheel is omgeven door een slotgracht.[4]
- Ferme pédagogique de Ouezy-Canon

Auvillars · Beaufour-Druval · Belle Vie en Auge · Beuvron-en-Auge · La Boissière · Bonnebosq · Cambremer · Castillon-en-Auge · Condé-sur-Ifs · Drubec · Formentin · Le Fournet · Gerrots · Hotot-en-Auge · La Houblonnière · Léaupartie · Lessard-et-le-Chêne · Manerbe · Méry-Bissières-en-Auge · Le Mesnil-Eudes · Le Mesnil-Simon · Mézidon Vallée d'Auge · Les Monceaux · Montreuil-en-Auge · Notre-Dame-d'Estrées-Corbon · Notre-Dame-de-Livaye · Le Pré-d'Auge · Prêtreville · Repentigny · La Roque-Baignard · Rumesnil · Saint-Désir · Saint-Germain-de-Livet · Saint-Jean-de-Livet · Saint-Martin-de-Mailloc · Saint-Ouen-le-Pin · Saint-Pierre-des-Ifs · Valsemé · Victot-Pontfol